# Vagyim Viktorovics Repin
Vagyim Viktorovics Repin (oroszul: Вадим Викторович Репин; Novoszibirszk, 1971. augusztus 31. – ) orosz hegedűs, nemzedéke egyik vezető hegedűművésze.

## Élete, munkássága
Vagyim Repin 1971-ben született a nyugat-szibériai Novoszibirszkben. Ötéves korában kezdett hegedülni, és mindössze fél év után már zenekari koncerten szerepelt, majd hétévesen Zahar Bron hallgatója lett szülővárosában. Tizenegy éves korában aranyérmet nyert Lengyelországban, a poznań i Wieniawski versenyen – valamennyi korosztályt figyelembe véve. Ezt követően bemutatkozott Moszkvában és Szentpéterváron is. 1985-ben, tizennégy éves korában debütált Tokióban, Münchenben, Berlinben, Helsinkiben, majd egy évvel később a New York-i Carnegie Hallban. Első lemeze 1985-ben jelent meg a Melogyijánál: Schumann-, Ysaÿe- és Csajkovszkij szólódarabokat játszott. 1989-ben a brüsszeli Queen Elizabeth hegedűverseny minden idők legfiatalabb győztese lett.
Az 1990-es évek elejétől turnézott Európában, Ázsiában és Amerikában, a világ nagy zenekaraival és karmestereivel lépett fel koncertjein. A zenekarok között – a teljesség igénye nélkül – megemlíthető a Berlini Filharmonikus Zenekar, a Bostoni Szimfonikusok, a Chicagói Szimfonikusok, a Cleveland Orchestra, az Izraeli Filharmonikusok, a Londoni Szimfonikus Zenekar, a Los Angeles-i Filharmonikusok, a New York-i Filharmonikusok, az Orchestre de Paris, a Philadelphia Orchestra, a Royal Concertgebouw Zenekara, a San Francisco Symphony, a Szentpétervári Filharmonikusok és La Scala Zenekara. A karmesterek korántsem teljes sora: Vladimir Ashkenazy, Pierre Boulez, Riccardo Chailly, Christoph von Dohnányi, Charles Dutoit, Daniele Gatti, Valerij Gergijev, Mariss Jansons, Paavo Järvi, Emmanuel Krivine, Neville Marriner, Kurt Masur, Zubin Mehta, Riccardo Muti, Kent Nagano, Ozava Szeidzsi, Simon Rattle, Gennagyij Rozsgyesztvenszkij, Jurij Tyemirkanov és Christian Thielemann.
Karrierje során az egykori csodagyerekből és versenygyőztesből egyértelműen generációja egyik vezető hegedűművésze, a koncertszínpadok keresett előadója lett, aki hordozza a szupersztárság minden ismertetőjegyét. A világ vezető zenekaraival, karmestereivel és koncertművészével játszik együtt. Hangfelvételek sorozatát készítette a Deutsche Gramofon, az Erato, a Philips, a Warner Classics és az EuroArts kiadóknál. Repertoárja kiterjed Mozart, Beethoven, Paganini, Brahms, Csajkovszkij, Sibelius, Ravel, Prokofjev, Bartók Béla, Sosztakovics és mások műveire, de szívesen játszik kortárs szerzőktől is, például John Adams, Garajev és Szofija Gubajgyulina, sőt MacMillan neki dedikálta hegedűversenyét. A versenyművek előadásán kívül színpadon és stúdióban is szívesen kamarázik, például Borisz Berezovszkij, Martha Argerich, Lang Lang, Mischa Maisky, Nyikolaj Luganszkij vagy Balázs János közreműködésével.
Repin 2014-ben megalapította a Transzszibériai Művészeti Fesztivált, amit minden évben szülővárosában, Novoszibirszkben rendeznek meg, de előadások vannak Moszkvában és Szentpéterváron is. A fesztiválon szerepelt már például Pinchas Zukerman és Clara Juma Khan hegedűművész, Danyiil Trifonov zongorista, Mischa Maisky csellista és Szvetlana Zaharova balerina. Többször járt Magyarországon, egy itt készült interjújában elmondta, hogy sokat köszönhet Yehudi Menuhinnak, de legnagyobb tanárának Zahar Bront tartja, „akinek a mai napig büszkén képviselem a művészetét, valamint az orosz hegedű előadó-művészeti gyakorlatot és annak tradícióit. Az pedig különösen fontos, hogy mindez az általam alapított Transzszibériai Fesztivál keretei között is előtérbe kerüljön”.
Repin a pályafutása során több híres Stradivari és Guarneri mesterhegedűn játszott, amelyeket az állam vagy más társaságok kölcsönöztek számára. 2010-től egy 1743-as, Bonjour nevű Guarneri del Gesù hegedűn játszik, Nicolaus Kittel vagy Nicolas Maline vonóval.
Vagyim Repin Bécsben él. Első felesége Natalja Gabunia volt, a második 2001-től Caroline Diemunsch, akitől 2006-ban Leonardo nevű fia született. Harmadik felesége 2010-től Szvetlana Zaharova balett-táncos, 2011-ben született meg Anna nevű lányuk.

## Elismerései
- 1989 – Lenini Komszomol díja
- 2010 – Victoires de la musique díj
- 2010 – Chevalier de l'Ordre des Arts et Lettres

## Felvételei
Válogatás a Discogs és az AllMusic nyilvántartásából.
| Megjelenés | Tartalom                                                                                | Közreműködők                                                                            | Kiadó                         |
| ---------- | --------------------------------------------------------------------------------------- | --------------------------------------------------------------------------------------- | ----------------------------- |
| 1985       | Schumann-, Ysaÿe-, Csajkovszkij szólódarabok                                            |                                                                                         | Melogyija                     |
| 1986       | Schubert-, Wieniawski-, Paganini szólódarabok                                           |                                                                                         | Melogyija                     |
| 1986       | Hrennyikov: 1. és 2. hegedűverseny                                                      | Szovjetunió Szimfonikus Zenekara, Jevgenyij Szvetlanov                                  | Medlogyija                    |
| 1991       | Schumann: Fantázia; Csjkovszkij: Waltz Scherzo, Meditáció, Hegedűverseny                | Natalja IzsevszkajaNovoszibirszki Filhamónia Akadémiai Szimfonikus Zenekara, Arnold Kac | Melogyija                     |
| 1995       | Sosztakovics: 1. hegedűverseny; Prokofjev: 2. hegedűverseny                             | Hallé Zenekar, Kent Nagano                                                              | Erato                         |
| 1996       | Prokofjev: 1. és 2. szonáta, Öt melódia                                                 | Borisz Berezovszkij                                                                     | Erato                         |
| 1996       | Ravel: Hegedűszonáta; Medtner: 3. hegedűszonáta                                         | Borisz Berezovszkij                                                                     | Erato                         |
| 1998       | Tutta Bravura: 11 darab több szerzőtől                                                  | Alekszandr Markovics                                                                    | Erato                         |
| 1998       | Mozart: 1., 3. és 5. hegedűverseny                                                      | Wiener Kammerorchester, Yehudi Menuhin                                                  | Erato                         |
| 2001       | Strauss: Szonáta, Op. 18; Igor Stravinsky: Divertimento; Bartók Béla: Román népi táncok | Borisz Berezovszkij                                                                     | Erato                         |
| 2002       | Csajkovszkij: Hegedűverseny; Mjaszkovszkij: Hegedűverseny                               | Kirov Zenekar, Valerij Gergijev                                                         | Philips                       |
| 2002       | Vadim Repin – Artist Portrait Különböző művek                                           |                                                                                         | Warner Classics               |
| 2006       | Különböző művek 10 CD-n                                                                 |                                                                                         | Warner Classics               |
| 2007       | Beethoven: Hegedűverseny, A-dúr, „Kreutzer” szonáta                                     | Bécsi Filharmonikusok, Riccardo Muti, Martha Argerich                                   | Deutsche Grammophon           |
| 2008       | Brahms: Hegedűverseny, Kettősverseny                                                    | Gewandhausorchester, Riccardo Chailly, Truls Mørk                                       | Deutsche Grammophon           |
| 2009       | Rachmaninov: g-moll trió; Csajkovszkij: a-moll trió „Egy nagy művész emlékére”          | Lang Lang, Mischa Maisky                                                                | Deutsche Grammophon           |
| 2010       | Janáček-, Grieg- és Franck-szonáták                                                     | Nyikolaj Luganszkij                                                                     | Deutsche Grammophon           |
| 2016       | MacMillan: Hegedűverseny, 4. szimfónia                                                  | BBC Scottish Symphony Orchestra, Donald Runnicles, Gillian de Groote                    | Onyx                          |
| 2017       | Garajev: Szonáta hegedűre és zongorára, 24 prelűd zongorára                             | Murad Huszejnov                                                                         | Toccata Classics              |
| 2018       | Prokofjev: Hegedűverseny, 3. szimfónia, A bohóc, Álmok                                  | Londoni Filharmonikus Zenekar, Alekszandr Lazarev, Simon Callow                         | London Philharmonic Orchestra |
| 2018       | Turnage: „Shadow Walker” kéthegedűs verseny; Berlioz: Fantasztikus szimfónia            | Borusan Istanbul Philharmonic Orchestra, Sascha Goetzel, Daniel Hope                    | Onyx                          |
| 2018       | Beethoven: Hegedűverseny; Paganini: Bevezetés és változatok egy Paisiello-témára        | Verbier Festival Orchestra, Kurt Masur                                                  | Amadeus                       |